# Stephanie Herseth Sandlin

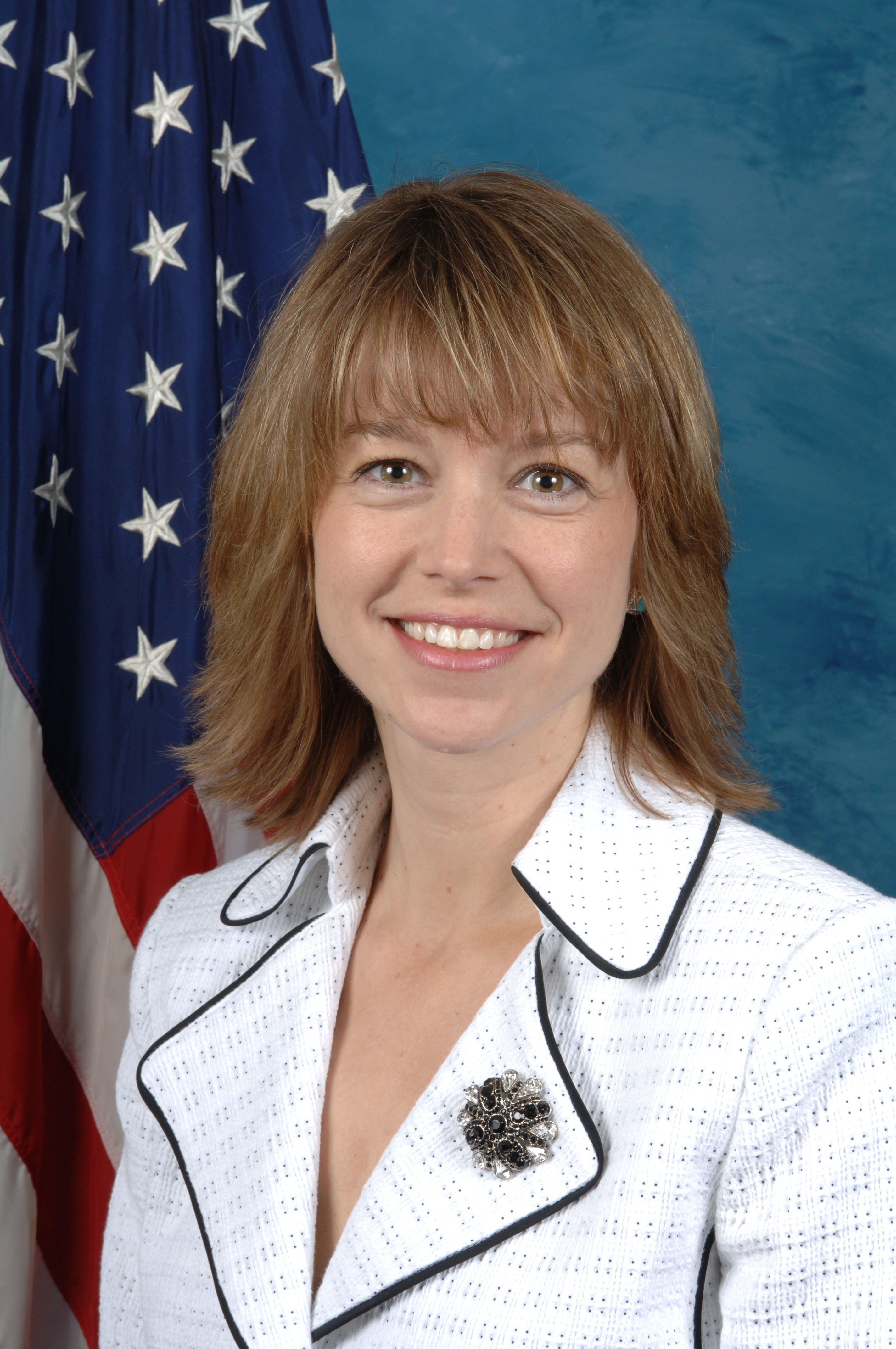
Stephanie Herseth Sandlin

Stephanie Herseth Sandlin (* 3. Dezember 1970 in Aberdeen, South Dakota) ist eine US-amerikanische Politikerin. In den Jahren 2004 bis 2011 vertrat sie den Bundesstaat South Dakota im US-Repräsentantenhaus.

## Herkunft und privater Werdegang
Stephanie Herseth Sandlin entstammt einer in South Dakota prominenten Politikerfamilie. Ihr Großvater Ralph Herseth war von 1959 bis 1961 Gouverneur von South Dakota. Ihre Großmutter väterlicherseits Lorna B. Herseth war als Secretary of State geschäftsführende Beamtin in South Dakota und ihr Vater Lars war zwei Jahrzehnte lang Mitglied der Legislative sowie im Jahr 1986 erfolgloser Kandidat bei den Gouverneurswahlen. Stephanie Herseth besuchte die Groton High School und dann die Georgetown University in Washington, wo sie bis 1997 Jura studierte. Danach arbeitete sie als Anwältin.

## Politischer Aufstieg
Stephanie Herseth wurde Mitglied der Demokratischen Partei. Im Jahr 2002 kandidierte sie erstmals für das US-Repräsentantenhaus. Bei diesen Wahlen unterlag sie knapp gegen Gouverneur Bill Janklow von der Republikanischen Partei. Nachdem dieser wegen fahrlässiger Tötung zu einer 100-tägigen Haftstrafe verurteilt wurde und daher sein Amt im US-Kongress aufgeben musste, wurde Herseth in einer Nachwahl mit 51 % der Wählerstimmen gegen Larry Diedrich zu seiner Nachfolgerin gewählt. Bei den regulären Kongresswahlen des Jahres 2004 setzte sie sich mit 53,4 % erneut gegen Diedrich durch; bei den Wahlen der Jahre 2006 und 2008 konnte sie sich jeweils behaupten. Bei den Wahlen 2010 unterlag sie der Republikanerin Kristi Noem und schied 2011 aus dem Kongress aus.
Sie war Mitglied der Ausschüsse für Landwirtschaft, den Umgang mit den Bodenschätzen, für Veteranenangelegenheiten und für globale Erwärmung und Energie. Im Präsidentschaftswahlkampf des Jahres 2008 unterstützte sie die erfolgreiche Kandidatur von Barack Obama.
Seit dem 31. März 2007 ist sie mit Max Sandlin, einem früheren Kongressabgeordneten aus Texas, verheiratet. Im Dezember 2008 wurde ihr Sohn Zachary geboren.